# Nikkel-cadmium-accu

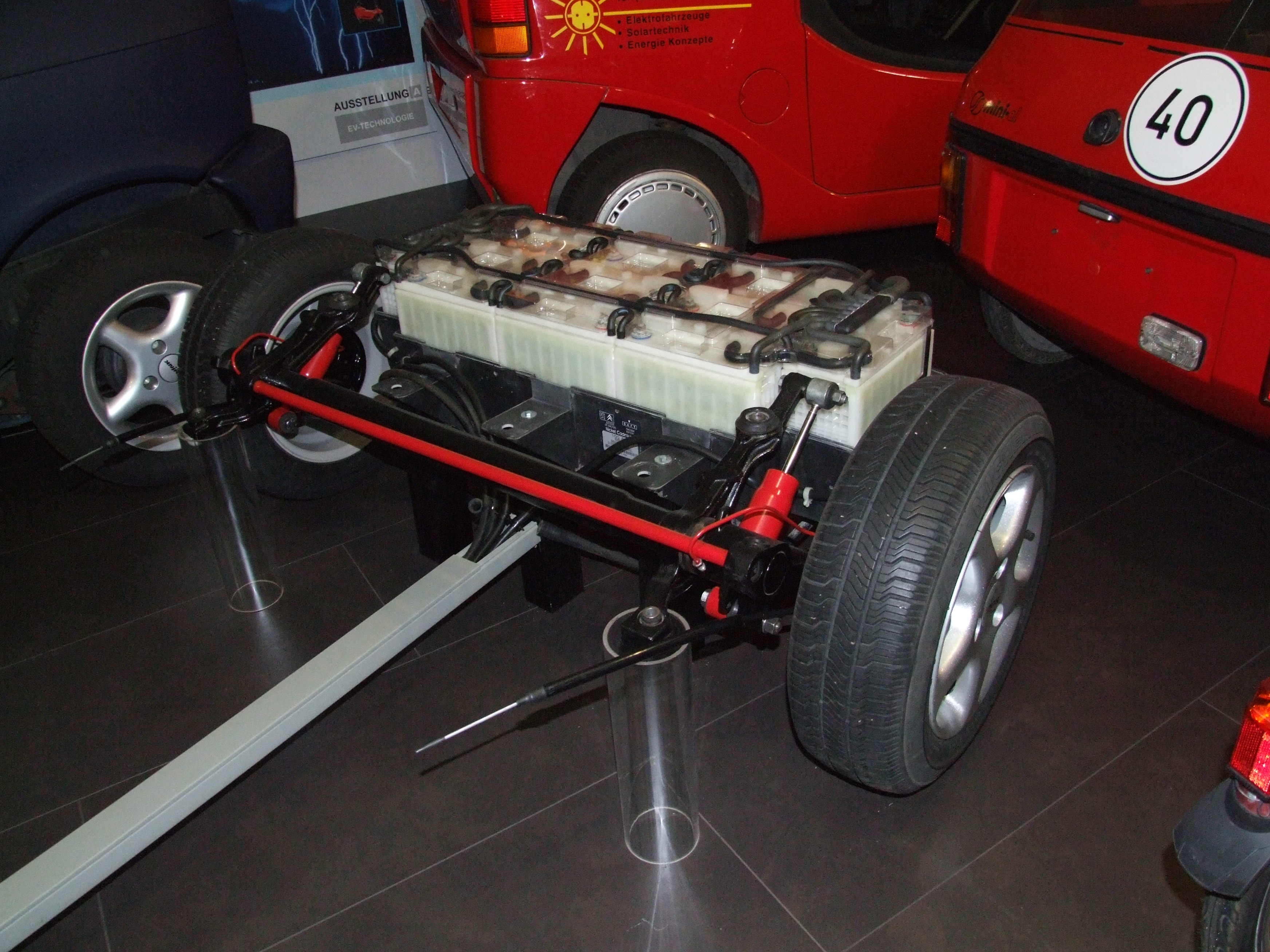
NiCd-accu van PSA, Museum Autovision, Altlußheim, Duitsland

De nikkel-cadmium-accu (NiCd) is een droge accu (oplaadbare batterij) op basis van nikkel en cadmium. In de accu zijn geen vloeistoffen aanwezig. Tegenwoordig worden NiCd-accu's steeds minder gebruikt en winnen NiMH-accu's terrein.
Het grootste nadeel van de NiCd-accu's is het gebruik van het giftige cadmium. De grootste twee voordelen van NiCd-accu's: ze zijn goedkoper dan andere oplaadbare accu's en ze geven de meeste stroom af. NiCd-accu's zijn veel beter te gebruiken in bijvoorbeeld elektrisch gereedschap met een zwaar belaste elektromotor.
De energiedichtheid van NiCd-accu's is laag: 45Wh/kg. Daarentegen is de vermogensdichtheid van dit soort accu's het hoogst: 200W/kg.
In de NiCd-accu vindt tijdens het stroom leveren de volgende chemische reactie plaats:
{\displaystyle {\ce {2 NiO(OH) + Cd + 2 H2O -> 2 Ni(OH)2 + Cd(OH)2}}}
Aan de pluspool reageert nikkel(III)oxide-hydroxide, aan de minpool reageert cadmiummetaal.
Tijdens het opladen vindt de omgekeerde reactie plaats:
{\displaystyle {\ce {2 Ni(OH)2 + Cd(OH)2 -> 2 NiO(OH) + Cd + 2 H2O}}}
In het verleden is bij NiCd-accu's onder zeer specifieke en uitzonderlijke omstandigheden een geheugeneffect aangetoond.
Dat houdt in dat bij herhaaldelijk gedeeltelijk ontladen de capaciteit afneemt tot de daarbij daadwerkelijk gebruikte capaciteit.
Moderne NiCd-accu's hebben geen last van het geheugeneffect.
De capaciteit gaat omlaag door veroudering, te hoge temperatuur, te ver ontladen (hetgeen wel wordt gedaan als remedie tegen het geheugeneffect), te lang opladen, en verkeerd-om aansluiten, maar niet door het geheugeneffect.